# Bankdrukken

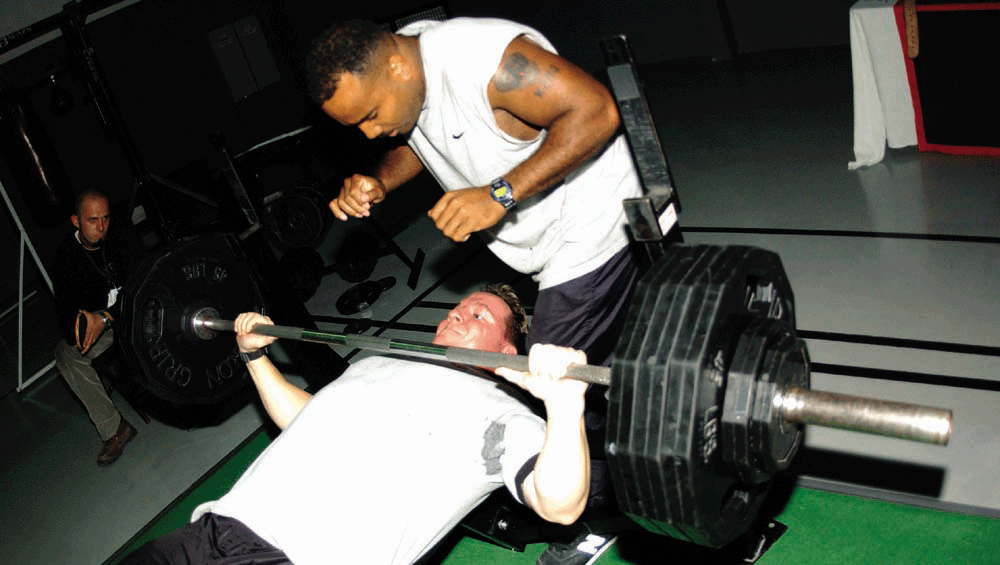
Bankdrukken met een zwaar gewicht, met een afwijkende grip.

Bankdrukken, of bench press, is een oefening waarbij een bepaalde weerstand, een gewicht, moet worden overwonnen, liggende op een speciale bank. Een drukbank is meestal voorzien van haltersteunen zodat een lange halter (een barbell) vanuit liggende positie gepakt kan worden. De halter wordt vervolgens omlaag gebracht naar de borst en raakt deze liefst kort aan en daarna wordt de halter met kracht weer omhoog geduwd. Deze oefening wordt vaak gebruikt bij fitnesstraining, bodybuilding, powerlifting en krachttraining. Het is tevens een van de bekendste oefeningen bij weerstandtraining (gewichttraining). De oefening kan ook met losse halters (dumbells) worden uitgevoerd, toch heeft de barbell meestal de voorkeur.
De borstspieren (musculus pectoralis major en minor) en de triceps (musculus triceps brachii) worden met bankdrukken het meest getraind en belast. Ook de voorste schouderspieren (musculus deltoideus anterior) en in een lichte mate worden veel andere spieren van het lichaam hierdoor belast. In fitnesscentra wordt gebruikgemaakt van diverse drukbanken, met en zonder haltersteunen en vaak ook bankdrukmachines of een 'Smith machine'. Het voordeel van een Smith machine is dat er geen trainingspartner nodig is en dat het gewicht niet hard naar beneden kan vallen. De stang van de Smith machine heeft vaak een contragewicht waardoor de kracht die nodig is om het gewicht te verplaatsen minder is dan bij een normale bench press, hierdoor is het ideaal voor beginners. Ook kan men het gewicht met een kleine draai vastzetten, zodat men tijdens de uitvoering kan stoppen, bij bijvoorbeeld pijn of een andere reden. Een nadeel van de Smith machine is dat de stang gefixeerd zit waardoor de stabilisatiespieren niet worden getraind. Bij een gewone bench press worden ook spieren gebruikt om de barbell in evenwicht te houden, wat bij een Smith machine niet nodig is. Tevens is bankdrukken met een Smith machine niet voldoende om alle borstspieren te trainen die men met normaal bankdrukken wel kan trainen.

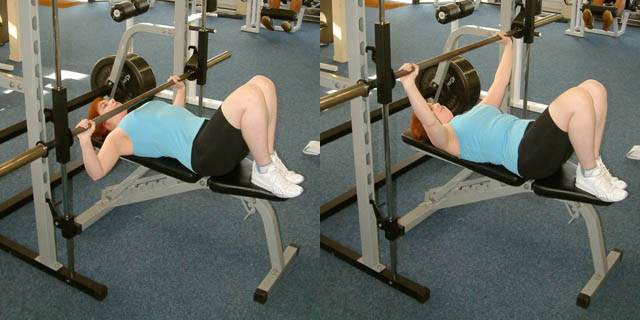
Bankdrukken op een Smith machine, zonder extra gewicht.

## Records
Vooral powerlifters zijn erg goed in het bankdrukken. Het wereldrecord bankdrukken is 1075 lb (ongeveer 488 kg), gehaald door Ryan Kennelly. Het echte wereldrecord, "raw bench", staat op naam van Julius Maddox. Hij drukte op 7 maart 2020  349.2 kg (770 lb).
Bij de vrouwen is het wereldrecord 205 kg in de gewichtklasse 90+ kg. Dit record staat sinds 2010 op naam van de Russische Irina Lugovaya. Goede tweede is de Nederlandse Joanne Schaefer, die oorspronkelijk uit het Engelse Sunderland komt, die het record tijdens hetzelfde wereldkampioenschappen op 202,5 kg zette. Ielja Strik is de recordhoudster in de gewichtsklasse tot 84 kg, met 190 kg, behaald in 2015, aan het einde van haar carrière. In een lagere gewichtsklasse dan ze normaliter uitkwam, verbeterde ze haar persoonlijk record met 7 kilogram naar 190 kg, in 2015 het wereldrecord in die klasse. 
Nog meer recente Nederlandse records werden er gezet op 18 maart 2012 in Nijmegen. Pjotr van den Hoek drukte in de gewichtsklasse -105 kg een gewicht van 260 kg. In een klasse zwaarder drukte Jordi Snijders 262,5 kg. Een jaar later, op 24 maart 2013, drukte Jordi Snijders 273 kg. Een verhoging van zijn eigen Nederlandse record. Op 16 november 2014 werd Jordi Snijders de beste  bankdrukker door als eerste Nederlandse lifter 300 kg te drukken. In november 2015 drukte Jordi Snijders op het WK Powerlifting in Luxemburg 310 kg. Op 31 januari 2016 werd dit record in Geldrop verbeterd naar 312,5 kg, eveneens door Jordi Snijders.
Een vroegere  worstelaar van de WWF (later WWE), Bruno Sammartino, was ook bekend om zijn enorme kracht, vooral bij bankdrukken. Hij drukte in 1968 tijdens een training 38 reps van 315 lb, (ongeveer 143 kg) zonder hulpmiddelen, terwijl hij die avond daarvoor nog een worstelwedstrijd gedaan had. Ook drukte hij in de jaren 1960 al een gewicht, vergelijkbaar met het Nederlands record in 2010, rond de 260 kg.
Beginnende krachtsporters of fitnessers kunnen over het algemeen maar een tot een paar keer 10 tot 60 kg bankdrukken. Mannen die van nature of door hun werk al vrij sterk zijn en/of veel aanleg hebben, kunnen vaak zonder training al één tot enkele keren 60 tot 100 kg bankdrukken. Naarmate men langer traint neemt meestal het gewicht dat men kan drukken toe. Deze toename is afhankelijk van factoren als aanleg, motivatie, vaak genoeg en evenwichtig trainen (dus ook de rest van het lichaam), opbouwen van de training, trainingstechnieken en voeding.
Het is belangrijk evenwichtig te trainen. Indien men bijvoorbeeld de rugspieren niet traint, stopt op een gegeven moment de ontwikkeling van de borstspieren. Het lichaam wordt dan namelijk onevenwichtig ontwikkeld. Om grote gewichten te kunnen drukken, dient het hele lichaam evenwichtig getraind te zijn.

## Opdrukken
Opdrukken is een soortgelijke oefening, maar dan omgedraaid op de grond, met het eigen lichaam als weerstand. Opdrukken is een goed alternatief voor bankdrukken, wanneer er in de directe omgeving geen drukbank aanwezig is.

## Variaties in bankdrukken
Er zijn veel variaties bekend bij het bankdrukken. Zo is er het bankdrukken op een verstelbare schuine bank, waarmee men vooral de bovenste borstspieren traint. Dit is vooral voor gevordenen. Nog een bekende variatie is het breder vastpakken van de barbell, wat de borstspieren iets meer belast. Indien men de barbell met twee handen dicht bij elkaar vasthoudt spreekt men ook wel van een "close grip bench press", waarbij vooral de triceps belast worden. Dit is ook een oefening die veelal door gevorderden wordt uitgevoerd, met name bodybuilders of mensen die meer kracht of massa in de triceps willen, maar dit met de standaardoefeningen nog moeilijk kunnen bereiken.
Naast de standaard 3 x 10 reps (herhalingen), kan men ook sets doen met afnemend gewicht, of juist met 
toenemend gewicht. Bij toenemend gewicht worden (na eventueel enkele sets) het aantal reps steeds minder terwijl het gewicht toeneemt en bij afnemend gewicht kan men bijvoorbeeld hetzelfde aantal reps of iets meer reps doen. Indien (bijvoorbeeld) 8 tot 10 herhalingen (reps) te zwaar wordt, neemt men weer een lichter gewicht zodat men weer het aantal reps kan uitvoeren. Op deze manier haalt men heel veel uit de training, echter is dit ook erg belastend en meer geschikt voor een splittraining, waarbij men om de dag steeds andere spieren traint. Bijvoorbeeld: triceps, borst en schouders (dag 1), biceps, rug, trapezius en onderarmen (dag 2), hamstrings, quadriceps, bilspieren, kuiten, buikspieren en stretching (dag 3). Dag 4 kan een rustdag zijn of men besteed tijd aan cardiotraining, zoals joggen, fietsen en dergelijke.
Het standaard 3 x 10 (of 2 x 15) reps uitvoeren is vooral bedoeld voor beginners, of mensen die één of twee keer per week de sportschool bezoeken voor een fitnesstraining. Ook voor een professionele krachtsporter, die even rustig aan wil doen ter voorbereiding van een nieuw trainingsschema, of een onderhoudsschema buiten een wedstrijdseizoen. Er zijn dus allerlei combinaties en redenen, en bijna iedereen traint weer anders.

### Training met dumbells
Dumbells (handgewichten, of dumbbells) kunnen gebruikt worden voor isolatie-oefeningen, waarmee men meer delen van de spieren belast dan met een rechte lange halter (een barbell). Bij bodybuilders, waar de aftekening van de spieren zeer belangrijk is, kan trainen met dumbells net even dat doen wat met de barbell niet bereikt kan worden, ondanks dat de gewichten in totaal lager zijn dan met de barbell. Men kan ook andere oefeningen voor de borst doen met dumbells.
Beginners kunnen ook oefenen met lage gewichten en dit combineren met dumbell flyes (het zijwaarts heffen van de dummbells, terwijl men op de bank ligt). In veel sportscholen zijn grote rijen dumbells met een vast gewicht per paar aanwezig, zodat men geen schijven hoeft te verwisselen zoals bij dumbells die bijvoorbeeld thuis gebruikt worden.

## Blessures
Vooral als men grote gewichten gebruikt en geen warming-up doet is er een grotere kans op blessures. Een of twee sets bankdrukken met een laag gewicht (desnoods alleen de barbellstang) kan voldoende zijn als warming-up. Opdrukken, of eerst bankdrukken met een middelhooggewicht, is een goede warming-up voor mensen die met grote gewichten bankdrukken.
Bij enorme gewichten bestaat er kans op schade aan de ribben, doordat iemand het gewicht niet meer kan houden. Hierdoor valt het gewicht op de borstkas, waardoor een of meerdere ribben kneuzen of breken, of het gewicht zelfs de hele borstkas verplettert, meestal met de dood tot gevolg. Dit komt echter zeer weinig voor. Ook kan men blessures krijgen aan de polsen en armen, omdat men het gewicht in bedwang probeert te houden.
Men kan ook triceps-, rug- en schouderblessures oplopen van zwaar bankdrukken. Als men geen gewichtheffersriem draagt bij hoge gewichten is er een grotere kans op blessures. Een dergelijke riem ondersteunt onder andere de onderrug.
In de praktijk komen deze blessures weinig voor, omdat bij hogere gewichten vaak trainingspartners aanwezig zijn. Zij houden dan de barbell vast voor de zekerheid, of zijn in de buurt van de barbell om het eventueel op te vangen. In de meeste gevallen loopt dit goed af, er zijn echter bankdrukkers overleden, ondanks dat er trainingspartners in de buurt waren. Dit is echter zeldzaam, maar niet onmogelijk.
Ook zijn er in sportscholen diverse bankdrukapparaten waarbij geen trainingspartner nodig is, echter kan men hier niet hetzelfde resultaat mee bereiken als met 'klassiek' bankdrukken, omdat de beweging hetzelfde is, men kan de stang niet draaien, aangezien deze aan de machine vastzit. Soms wordt dit met de Smith-machine gedaan en die moet vastgezet worden bij gebruik van gewichten van 300 kg of meer, omdat de kans bestaat dat de atleet het hele apparaat optilt, ook al is het een centimeter. De poging kan hierdoor mislukken en de atleet kan een blessure oplopen.